# Reino de Dios (cristianismo)

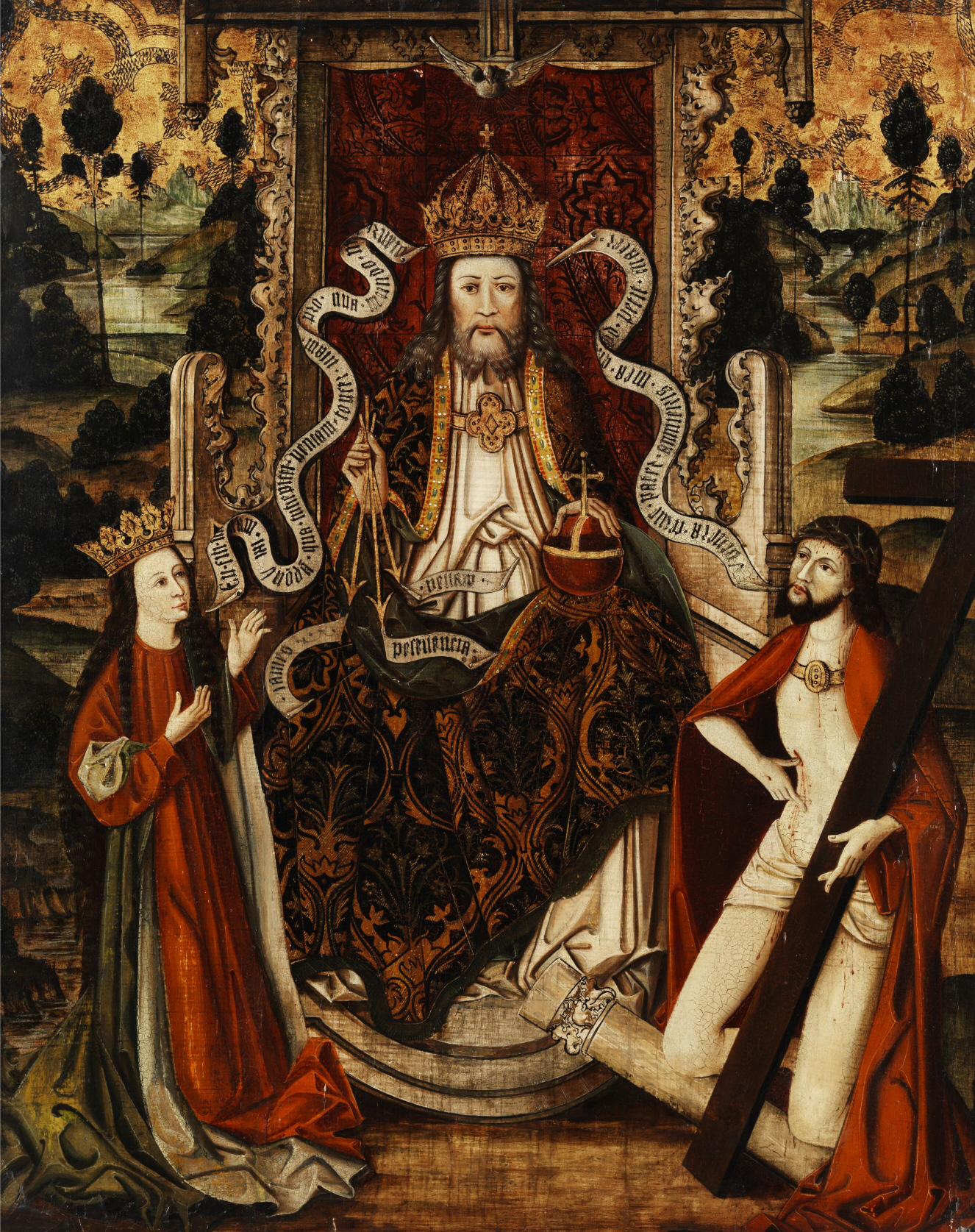
Dios Padre en el su trono, Westfalia, Alemania, finales del.

El Reino de Dios y su forma relacionada «Reino de los Cielos» en el Evangelio de Mateo, es uno de los elementos clave de las enseñanzas de Jesús en el Nuevo Testamento. Basándose en las enseñanzas del Antiguo Testamento, la caracterización cristiana de la relación entre Dios y la humanidad implica inherentemente la noción de Reinado de Dios. El Antiguo Testamento se refiere a "Dios el Juez de todos" y la noción de que todos los humanos eventualmente "serán juzgados" es un elemento esencial de las enseñanzas cristianas. Basándose en una serie de pasajes del Nuevo Testamento, el Credo Niceno indica que la tarea del juicio se asigna a Jesús.

## En el Nuevo Testamento
El Nuevo Testamento está escrito en el contexto del judaísmo del Segundo Templo. La visión del reino desarrollada durante esa época incluía la restauración de Israel en un reino davídico y la intervención de Dios en la historia a través del Hijo del Hombre daniélico. La llegada del reino de Dios implicaba que Dios finalmente retomaba las riendas de la historia, que había dejado aflojar mientras los Imperios paganos habían gobernado las naciones.  La mayoría de las fuentes judías imaginan la restauración de Israel y la destrucción de las naciones o la reunión de las naciones para obedecer al Único Dios Verdadero.  Jesús se inscribe firmemente en esta tradición.  La asociación de su propia persona y ministerio con la "llegada del reino" indica que percibe que la gran intervención de Dios en la historia ha llegado y que él es el agente de esa intervención.  Sin embargo, en la Parábola de la semilla de mostaza, Jesús parece indicar que su propio punto de vista sobre cómo llega el reino de Dios difiere de las tradiciones judías de su tiempo. Se cree comúnmente que esta parábola de múltiples testigos sugiere que el crecimiento del reino de Dios se caracteriza por un proceso gradual en lugar de un evento, y que comienza pequeño como una semilla y crece gradualmente hasta convertirse en un gran árbol firmemente arraigado. Su sufrimiento y muerte, sin embargo, parecen ponerlo en duda (¿cómo podría ser asesinado el rey designado por Dios?) pero su resurrección afirma su afirmación con la prueba definitiva de que sólo Dios tiene poder de resurrección sobre la muerte.  La afirmación incluye su exaltación a la diestra de Dios lo establece como "rey".  Las predicciones de Jesús sobre la su regreso dejan claro que el reino de Dios aún no se ha realizado plenamente según la escatología inaugurada, pero mientras tanto la buena nueva de que el perdón de los pecados está disponible a través de su nombre debe ser proclamada a las naciones.  Así, la misión de la Iglesia comienza y llena el tiempo entre la venida inicial del Reino, y su consumación final con el Juicio Final.

## Interpretaciones cristianas
Las interpretaciones cristianas o el uso del término "reino de Dios " suelen hacer uso de este marco histórico y a menudo son coherentes con la esperanza judía de un Mesías, la persona y el ministerio de Jesucristo, su muerte y resurrección, su regreso y el surgimiento de la Iglesia en la historia. Una cuestión característica del tema central de la mayoría de las interpretaciones es si el "reino de Dios" ha sido instituido por la aparición de Jesucristo o si aún está por instituir; si este reino es presente, futuro u omnipresente simultáneamente en la existencia presente y futura.
El término "reino de Dios" se ha utilizado para designar el estilo de vida cristiano, un método de evangelización del mundo, el redescubrimiento de los  dones carismáticos y muchas otras cosas. Otros lo relacionan no con nuestra situación terrenal presente o futura, sino con el  mundo venidero. La interpretación de la frase se basa a menudo en las inclinaciones teológicas del erudito-intérprete. Así, han aparecido varias interpretaciones teológicas del término Reino de Dios en su contexto escatológico, por ejemplo, apocalíptico,  escatología arealizada o inaugurada escatologías, aunque no ha surgido un consenso entre los estudiosos.

## Etimología

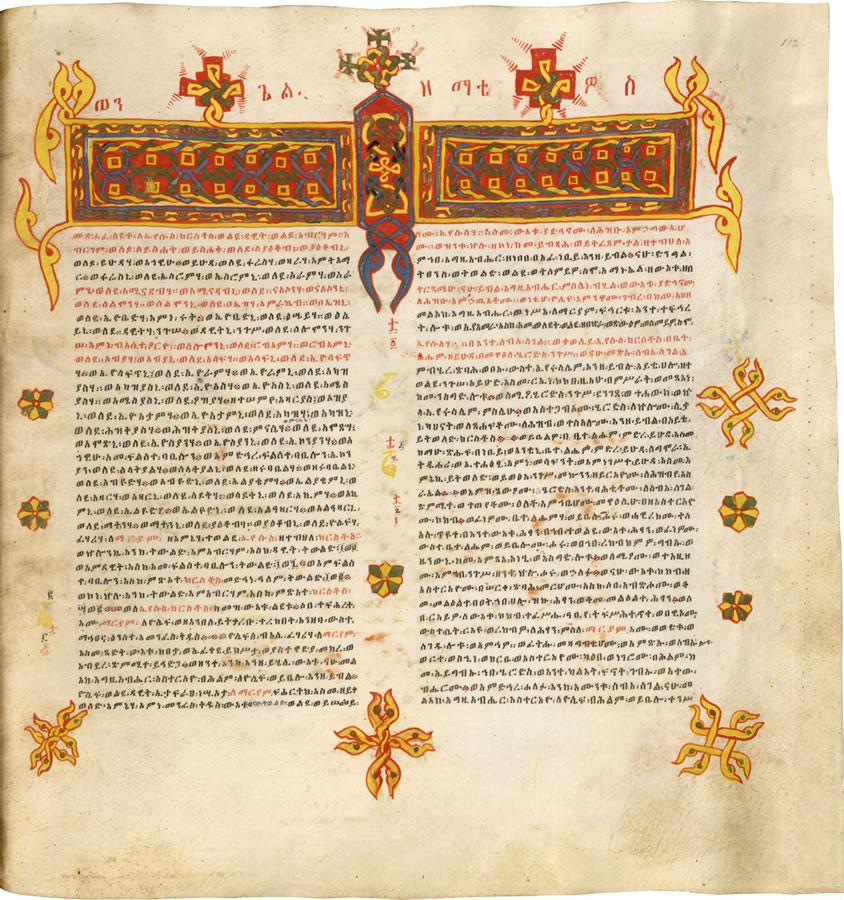
Evangelio de Mateo, c. 1700

La palabra Reino (en griego: βασιλεία basileíā) aparece 162 veces en el Nuevo Testamento y la mayoría de estos usos se refieren o bien a basileíā toû Theoû (βασιλεία τοῦ Θεοῦ) i. e. el Reino de Dios o a basileíā tō̂n Ouranō̂n (βασιλεία τῶν Οὐρανῶν) i. e. Reino de los Cielos en los Evangelios Sinópticos. Reino de Dios se traduce al latín como Regnum Dei y el Reino de los Cielos como Regnum caelorum. Reino de los Cielos (Basileíā tō̂n Ouranō̂n) aparece 32 veces en el Evangelio de Mateo y en ningún otro lugar del Nuevo Testamento. Mateo también utiliza el término el Reino de Dios (Basileíā toû Theoû) en un puñado de casos, pero en estos casos, puede ser difícil distinguir su uso del Reino de los Cielos (Basileíā tō̂n Ouranō̂n).
Existe un acuerdo general entre los estudiosos de que el término utilizado por el propio Jesús habría sido "Reino de Dios". El uso que hace Mateo del término Reino de los Cielos se ve generalmente como un paralelo al uso de Reino de Dios en los evangelios de Marcos y Lucas. Es probable que Mateo utilizara el término Cielo debido a que el trasfondo de su audiencia judía imponía restricciones al uso frecuente del nombre de Dios. R.T. France sugiere que en los pocos casos en los que se usa el Reino de Dios, Mateo busca una referencia más específica y personal a Dios y por eso vuelve a ese término.

## Reinado y reino
La caracterización cristiana de la relación entre Dios y la humanidad implica la noción de "Reino de Dios", cuyos orígenes se remontan al Antiguo Testamento, y puede verse como una consecuencia de la creación del mundo por Dios. Los "salmos de entronización" (Salmos 45, 93, 96, 
97-99) proporcionan un trasfondo para esta visión con la exclamación "El Señor es Rey". Sin embargo, en el judaísmo posterior se asignó una visión más "nacional" a la Realeza de Dios en la que el Mesías esperado puede ser visto como un libertador y el fundador de un nuevo estado de Israel.
El reino de Dios se introduce por primera vez en el libro de Daniel, donde el profeta Daniel predice un reino venidero que comenzaría durante los días del Imperio Romano (Daniel 2:44]). El término "Reino de Dios" no aparece en el Antiguo Testamento, aunque "su Reino" y "tu Reino" se utilizan en algunos casos al referirse a Dios. Sin embargo, el Reino de Dios (siendo el equivalente en el Mateo "Reino de los Cielos") es una frase prominente en los Evangelios Sinópticos y existe un acuerdo casi unánime entre los estudiosos de que representa un elemento clave de las enseñanzas de Jesús.

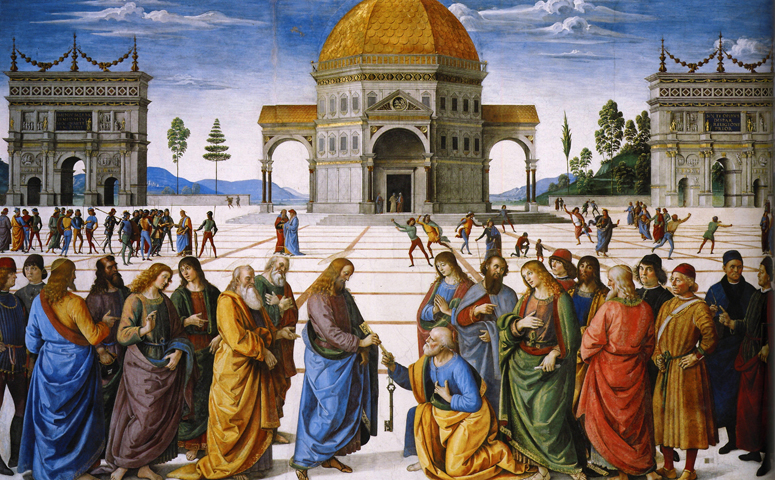
Jesús dando al Pedro "las llaves del reino de los cielos", (Mateo 16:18),, depicted by Perugino, 1492.

Históricamente, los Padres de la Iglesia presentaron tres interpretaciones distintas del Reino de Dios: la primera (de Orígenes en el siglo III) era que Jesús mismo representa el Reino. La segunda interpretación (también de Orígenes) es que el Reino representa los corazones y las mentes de los fieles capturados por el amor de Dios y la búsqueda de las enseñanzas cristianas. La tercera interpretación (influida por Orígenes pero aportada por  Eusebio en el siglo IV) es que el Reino representa la Iglesia cristiana compuesta por los fieles.
A lo largo de los siglos ha aparecido una amplia gama de interpretaciones teológicas para el término Reino de Dios. Por ejemplo, en las enseñanzas católicas, la declaración oficial Dominus Iesus (punto 5) afirma que el reino de Dios no puede separarse ni de Cristo ni de la Iglesia, pues "si el reino se separa de Jesús, ya no es el reino de Dios que él reveló."  Los cristianos  Ortodoxos orientales creen que el Reino de Dios está presente en la Iglesia y se comunica a los creyentes al interactuar con ellos.
R. T. France ha señalado que, si bien el concepto de "Reino de Dios" tiene un significado intuitivo para los cristianos laicos, apenas hay acuerdo entre los teólogos sobre su significado en el Nuevo Testamento. Algunos estudiosos lo ven como un estilo de vida cristiano, otros como un método de evangelización mundial, otros como el redescubrimiento de dones carismáticos, otros no lo relacionan con ninguna situación presente o futura, sino con el  mundo venidero. Francia afirma que la frase el Reino de Dios suele interpretarse de muchas maneras para ajustarse a la agenda teológica de quienes la interpretan.

## Escatología

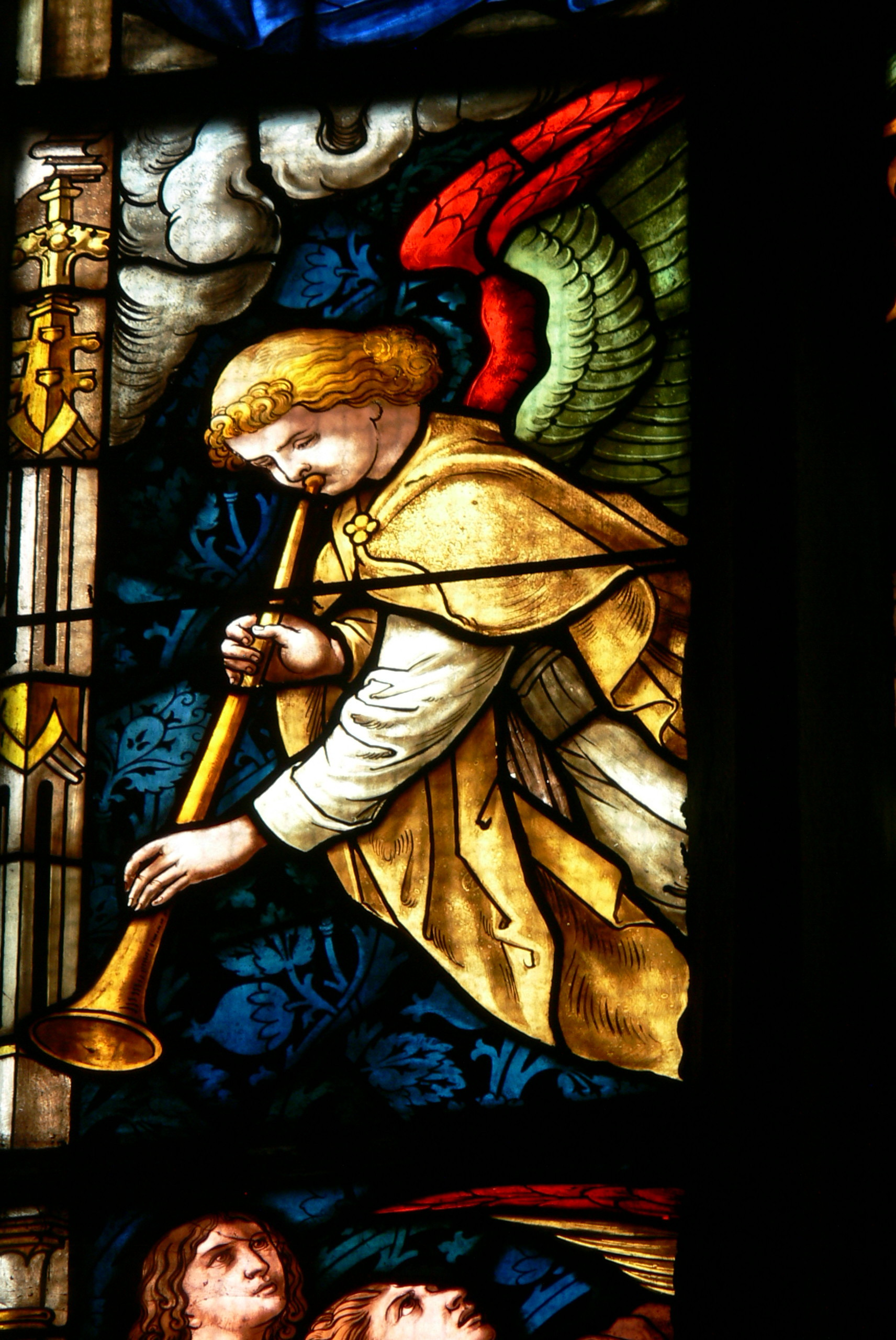
Un ángel toca la "última trompeta", como en 1 Corintios 15:52, Langenzenn, Alemania, siglo XIX

Las interpretaciones del término Reino de Dios han dado lugar a amplios debates escatológicos entre estudiosos con puntos de vista divergentes, aunque no ha surgido un consenso entre los estudiosos. Desde Agustín hasta la Reforma se había identificado la llegada del Reino con la formación de la Iglesia cristiana, pero este punto de vista fue abandonado posteriormente por algunas Iglesias cristianas y, a principios del siglo XX, algunas Iglesias protestantes habían adoptado la interpretación apocalíptica del Reino. Según este punto de vista (también llamado "escatología coherente"), el Reino de Dios no comenzó en el siglo I, sino que es un acontecimiento apocalíptico futuro que aún no ha tenido lugar.
A mediados del siglo XX, la escatología realizada, que consideraba el Reino como no apocalíptico, sino como la manifestación de la soberanía divina sobre el mundo (realizada por el ministerio de Jesús), había reunido a un grupo de estudiosos. En este punto de vista, se considera que el Reino está disponible en el presente. El enfoque opuesto de la escatología inaugurada se introdujo más tarde como la interpretación del "ya y todavía no". Desde este punto de vista, el Reino ya ha comenzado, pero espera su plena revelación en un momento futuro. Estas interpretaciones divergentes han dado lugar desde entonces a un buen número de variantes, con diversos estudiosos proponiendo nuevos modelos escatológicos que toman elementos de estos.

## Juicio
Hebrews 12:23 se refiere a "Dios el Juez de todos" y la noción de que todos los humanos eventualmente "serán juzgados" es un elemento esencial de las enseñanzas cristianas. Una serie de pasajes del Nuevo Testamento (por ejemplo, Juan 5:22 y Hechos 10:42) y posteriores confesión del credo indican que la tarea del juicio se asigna a Jesús. Juan 5:22 afirma que "ni el Padre juzga a nadie, sino que ha dado todo el juicio al Hijo". Acts 10:42 se refiere a Jesús resucitado como: "el que está ordenado por Dios para ser el Juez de vivos y muertos" El papel desempeñado por Jesús en el juicio de Dios se destaca en las confesiones cristianas más utilizadas, con el Credo Niceno afirmando que Jesús "está sentado a la derecha del Padre; vendrá otra vez, con gloria, para juzgar a vivos y muertos; cuyo reino no tendrá fin". El Credo de los Apóstoles incluye una confesión similar.

## Variaciones denominacionales
Dado que no existe un acuerdo general sobre la interpretación del término Reino de Dios, existe una diversidad significativa en la forma en que las denominaciones cristianas lo interpretan y su escatología asociada. A lo largo de los siglos, a medida que las denominaciones cristianas emergentes introducían nuevos conceptos, sus enseñanzas y experimentos con la vinculación del personalismo con nuevas nociones de comunidad cristiana a menudo implicaban nuevas interpretaciones del Reino de Dios en diversos entornos sociorreligiosos.
Así, el intento confesional de incorporar los ideales expresados en los Hechos de los Apóstoles respecto al reparto de la propiedad dentro de la comunidad cristiana llegó a interactuar con las cuestiones sociales de la época para producir diversas interpretaciones respecto al establecimiento del Reino de Dios en la tierra. Perspectivas escatológicas que enfatizaban el abandono
de las visiones utópicas del logro humano y la colocación de la esperanza en la obra de
Dios cuyo Reino se buscaba dieron lugar así a la vinculación de cuestiones sociales y  filantrópicas con las interpretaciones religiosas del Reino de Dios de maneras que produjeron distintas variaciones entre las denominaciones.